# Northern Ireland Office

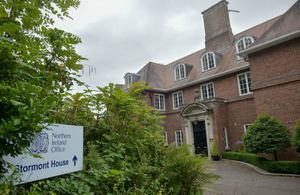
Das Stormont House in Belfast ist Sitz des NIO.

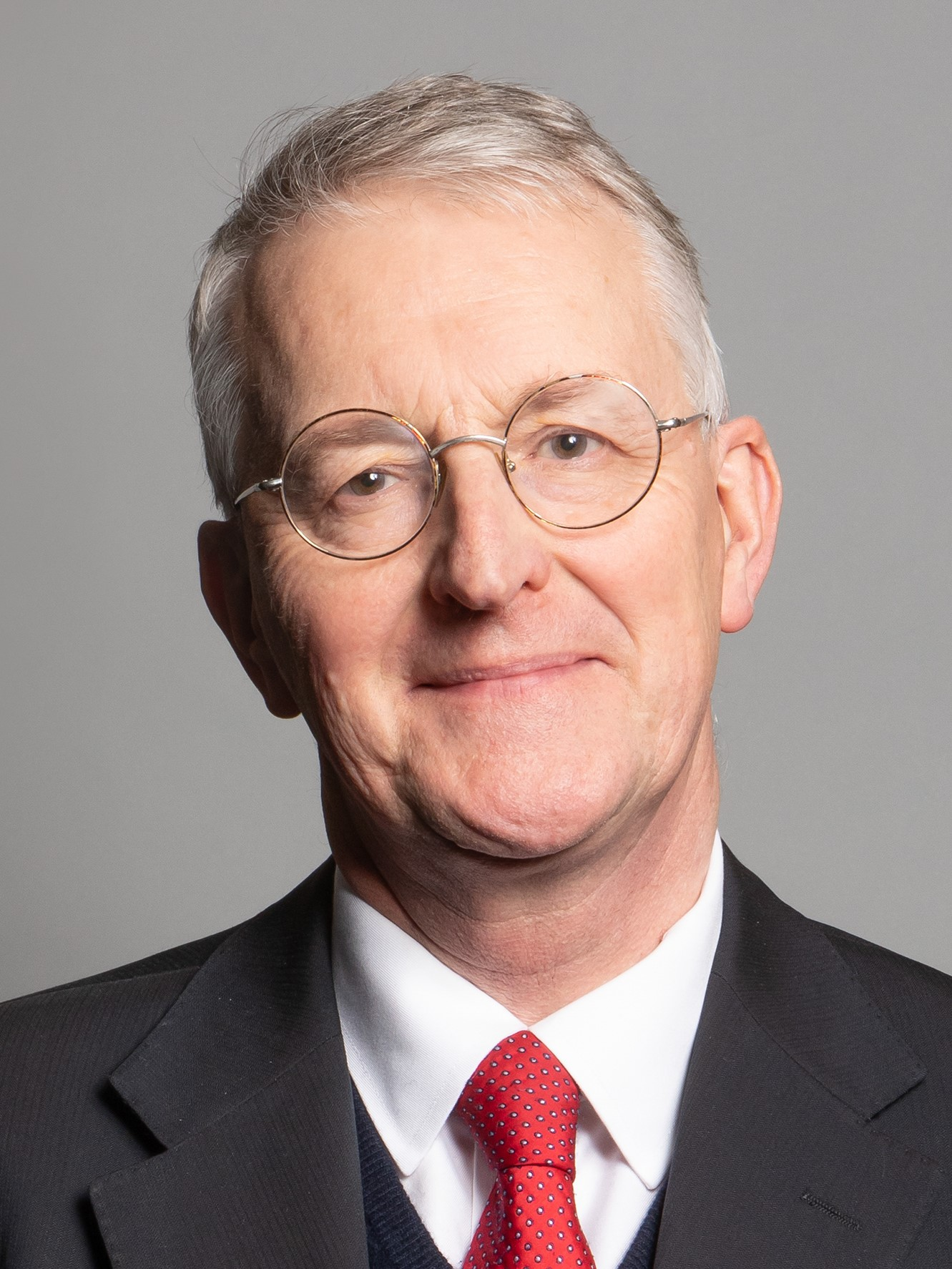
Minister Hilary Benn

Das Northern Ireland Office (NIO), irisch: Oifig Thuaisceart Éireann („Ministerium für Nordirland“), ist ein britisches Ministerium, das seit dem 24. März 1972 für Angelegenheiten im Zusammenhang mit Nordirland zuständig ist. Es wird geleitet durch den britischen Minister für Nordirland (englisch Secretary of State for Northern Ireland). Sitz ist das Stormont House in der nordirischen Hauptstadt Belfast sowie 1 Horse Guards Road in London.
Zu den wichtigsten Aufgaben des Ministeriums gehört es, die im Karfreitagsabkommen von 1998 sowie im St-Andrews-Abkommen von 2006 festgehaltenen Übereinkommen zwischen der Regierung der Republik Irland, der Regierung des Vereinigten Königreichs und den Parteien in Nordirland zu wahren. Auch dazu vertritt es die britische Regierung in Nordirland.

## Amtsinhaber
Nordirlandminister (Secretary of State for Northern Ireland, auch: Northern Ireland Secretary) ist seit dem 5. Juli 2024 Hilary Benn.

## Weblink
- Website